# Guillaume Guéguen
Guillaume Guéguen, né près de  Lamballe vers 1440 et mort le 29 novembre 1506, est un prélat breton du XVIe siècle.

## Biographie
D'une famille originaire d'Hillion (Le Clos Guégen), Guillaume Guéguen est fils de Guillaume Guéguen, qui figura aux réformations du 8 janvier 1428, de 1441 et de 1449 pour la paroisse de Ruca, et d'une demoiselle de La Soraye, fille du seigneur dudit lieu en Quintenic. Archidiacre de Penthièvre au diocèse de Saint-Brieuc puis de La Mée, chanoine de Nantes, notaire impérial et apostolique, second président de la Chambre des comptes de Bretagne en 1485, secrétaire du duc François II de 1472 au 9 septembre 1488, vice-chancelier de la duchesse de Bretagne en 1489, secrétaire de Pierre Landais dès 1477, prieur commendataire de l'abbaye Saint-Magloire de Léhon de 1483 à 1498, abbé commendataire de Redon à partir de 1492.
Il est élu évêque de Nantes par le chapitre en 15 novembre 1487. Mais le pape n'approuve pas son élection et nomme Robert d'Espinay à sa place malgré le protestation et les interventions diplomatique d'Anne de Bretagne.
Robert d'Espinay prend finalement possession de son siège le 29 janvier 1492 après l'entrée des troupes françaises dans Nantes le 20 mars 1491. Guéguen parvient enfin à l'évêché en 1500 après le transfert de Jean d'Espinay frère et successeur de Robert. Il fait bâtir dans la cathédrale la chapelle de la Madeleine. Il fait reconstruire le palais épiscopal. 
La chapelle dite de Saint-Clair ou de Marie-Madeleine de la cathédrale Saint-Pierre de Nantes, terminée vers 1510, abrite l’enfeu et le gisant de Guillaume Guéguen, commandés par la duchesse Anne et exécutés par le sculpteur Michel Colombe, lequel venait de terminer le tombeau du duc de Bretagne François II.  

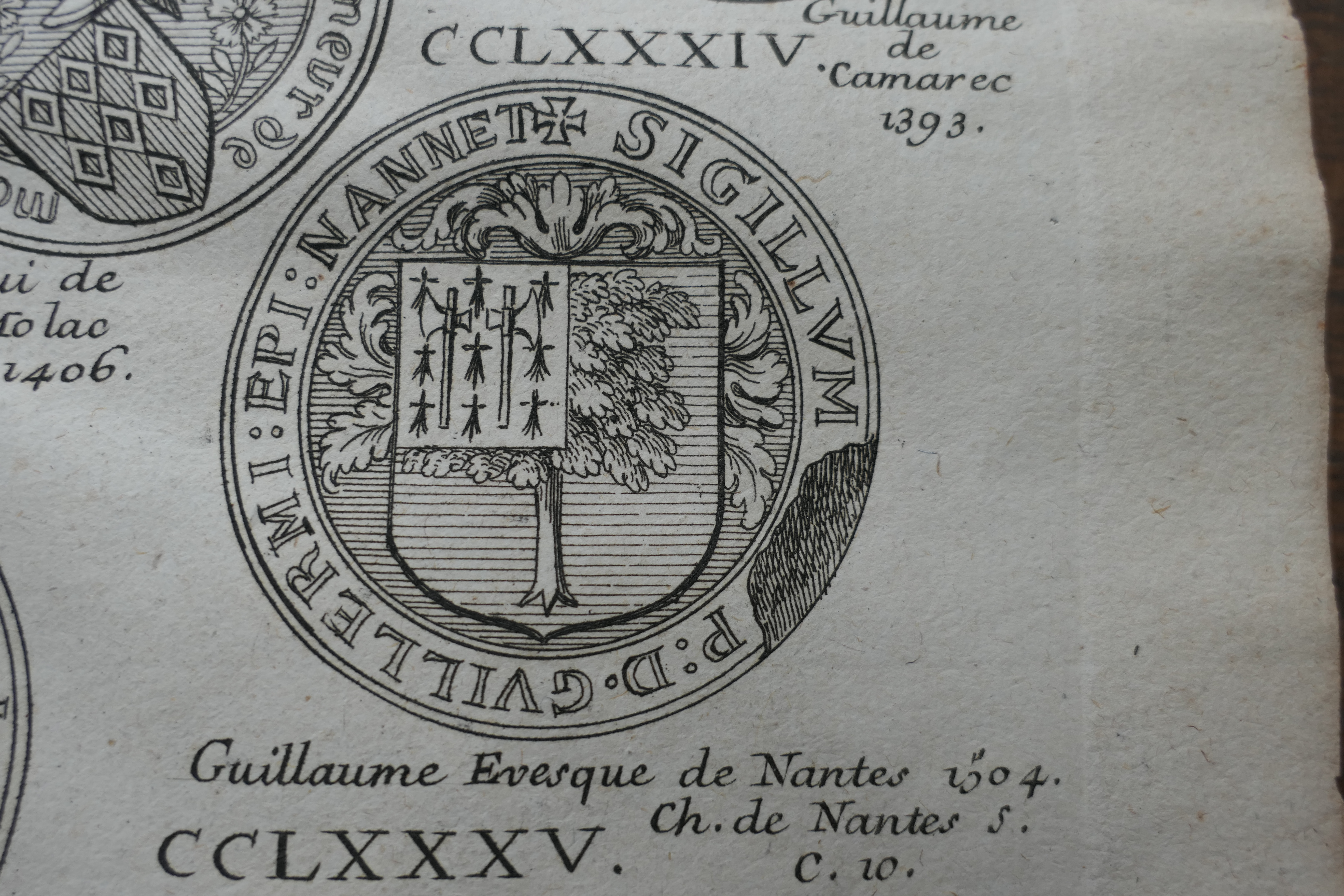
Sceau de Guillaume Guégen.

Les armoiries de Guillaume Guéguen ont été sculptées sur la tourelle de l’évêché de Nantes ainsi que sur son tombeau. Il existe un sceau de l’évêque avec ses armes datant de 1504.